# Wolfen
Wolfen (br: Lobos; pt: Cidade em Pânico) é um filme produzido nos Estados Unidos em 1981, co-escrito por Whitley Strieber e David Eyre dirigido por Michael Wadleigh.

## Sinopse
Albert Finney é um detetive da polícia que tenta esclarecer uma série de assassinatos sangrentos e brutais em Nova York, que parecem ter sido cometidos por animais. Na busca se depara com antigas lendas indígenas sobre lobos.

## Elenco
- Albert Finney....  Dewey Wilson
- Diane Venora....  Rebecca Neff
- Edward James Olmos....  Eddie Holt
- Gregory Hines....  Wittington
- Tom Noonan....  Ferguson
- Dick O'Neill....  Warren
- Dehl Berti....  Old Indian
- Peter Michael Goetz....  Ross
- Reginald VelJohnson....  Morgue Attendant
- Tom Waits....  Drunken Bar Owner (não creditado)

## Prêmios e indicações

### Prêmios
Festival de Cinema Fantástico de Avoriaz
- Prêmio Especial do Júri: 1982[1]

### Indicações
Saturn Awards
- Melhor filme de horror: 1982
- Melhor ator: Albert Finney - 1982
- Melhor diretor: Michael Wadleigh - 1982
- Melhor roteiro: Whitley Strieber, David Eyre - 1982